# Малигін (роз'їзд)
Малигін (рос. Малыгин) — залізнична станція в Дятьковському районі Брянської області Російської Федерації.
Населення становить 4 особи. Входить до складу муніципального утворення Большежуковське сільське поселення.

## Історія
Від 2005 року входить до складу муніципального утворення Большежуковське сільське поселення.

## Населення
| 1979 | 1989 | 1999 | 2002 | 2010 | 2013 |
| ---- | ---- | ---- | ---- | ---- | ---- |
| 29   | ↘10  | ↘9   | →9   | ↘1   | ↗4   |